# Glyphodes strialis
Glyphodes strialis là một loài bướm đêm trong họ Crambidae.